# 7 أيام (فلم 2021)
7 أيام (بالإنجليزية: 7 Days) هو فيلم كوميدي رومانسي أمريكي لعام 2021، من إخراج روشان سيثي، ومن سيناريو لسيثي وكاران سوني، عرض لأول مرة في مهرجان تريبيكا السينمائي في 10 يونيو 2021.

## روابط خارجية
- مقالات تستعمل روابط فنية بلا صلة مع ويكي بيانات